# リリアーネ・ユーヒリ

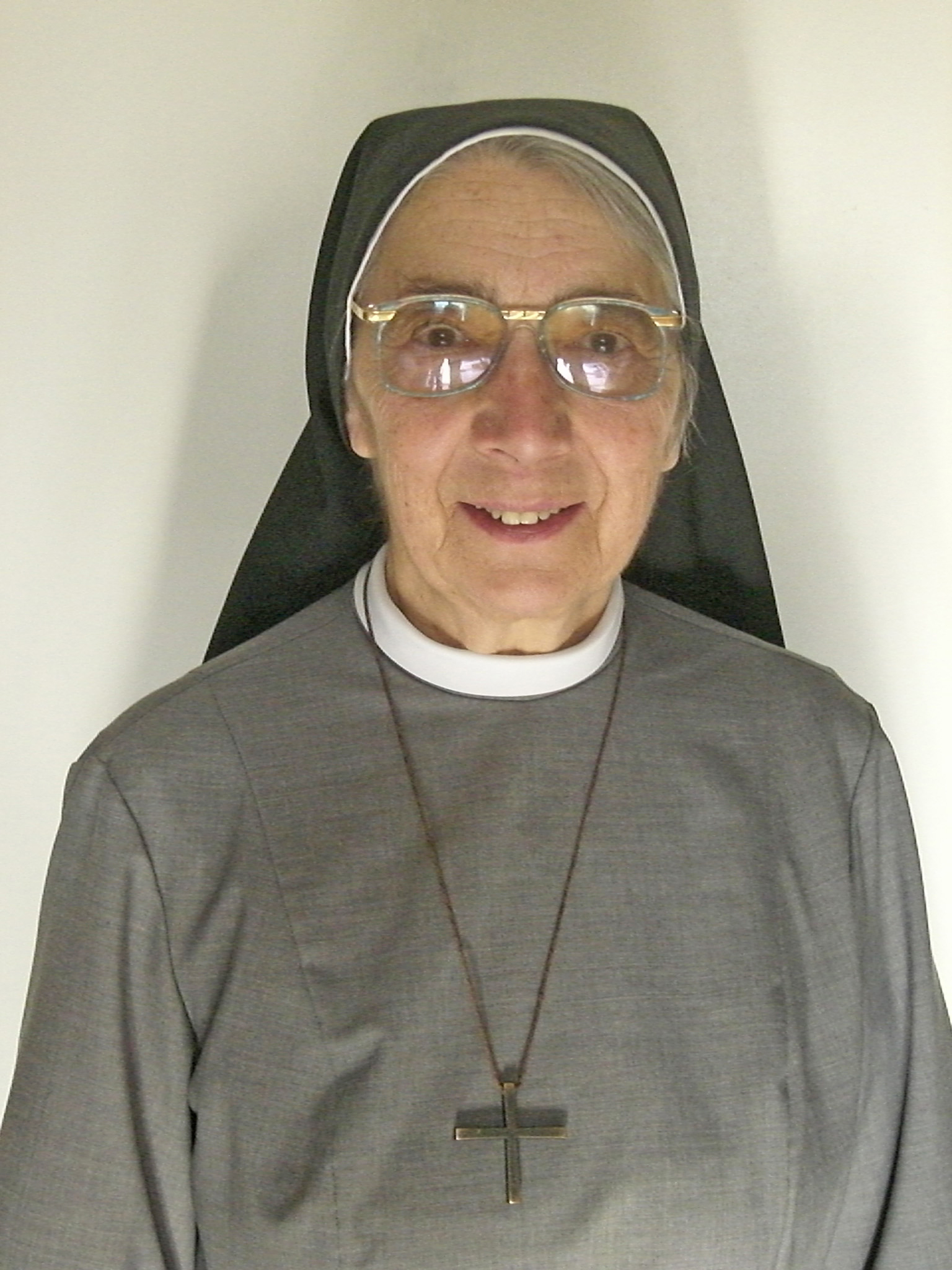
リリアーネ・ユーヒリ

リリアーネ・ユーヒリ（Liliane Juchli、1933年10月19日 - 2020年11月30日）は、スイスの看護教育者。

## 生涯
スイスのアルガウのヌスバウメン・バイ・バーデンの生まれ。現在、世界で最もよく知られた看護学者の1人。看護の実践でも教育でも、世界的に大きな影響力を及ぼしてきた。聖十字架修道尼会の一員で、インゲンボールの看護研究所に所属。その著作の中では常に全人的な看護を提唱し続けてきた。特に、病による生活の一変と、痛みや苦しみを伴う場面での心のケアにあっては、寄り添いつつ質的な「看護の技」と、分けても彼女は特にスピリチュアルな「手の仕事」を強調してきた。看護において、スピリチュアルな面を強調する著作も少なくない。
彼女の主著『一般看護と特殊な看護』は、1971年に刊行され、ドイツ語圏では誰もが認めるこの分野の古典で、のちに『看護ー健康の実践と理論ーと患者看護』と改題され、現在は『ティーメ:看護』というタイトルになっている。定番の看護学教科書では、日本では、基礎看護学に当たる内容になっている。その間に、イタリア語版、オランダ語版も出版されている。これは、30年来の実践を基にしたもので、ドイツのシュトゥットガルトの医学書出版の大手ティーメ出版社から1971年に出た初版は、たちまちのうちに10万部を超え、現在までに数版を重ね、85万部を超えるロングセラーになっている。1995年には出版事業財団（die Stiftung Buchkuns）から、「今年の最も美しい本の一つ」に選出された（装丁ではなく、内容の構成の美しさの意）。1997年、彼女はフリブール（Freiburg）大学（スイス）神学部から名誉博士号を授与された。まだ彼女の著作の邦訳は刊行されていない。
2020年11月30日、新型コロナウイルス感染症（COVID-19）によりベルンの療養施設にて死去した。87歳没。

## 主要な著作
- "Sein und Handeln" 1922
- "Sein und Handeln. Ein ABC fur Schwestern und Pflege" 1922
- "Ganzheitliche Pflege. Vision oder Wirklichkeit" 1933
- "Heilen durch Wiederentdecken der Ganzheit." 1985
- "Bilder einer Depression" 1987
- "Alt werden, alt sein"  1987
- "Krankenpflege. Praxis und Theorie der Gesundheitsföderung und Pflege Kranker" 1991
- "Ganzheitliche Pflege. Vision oder Wirklichkeit." 1993
- "Pflege. Praxis und Theorie der Gesundheits- und Krankenpflege." 1994
- "Arbeitsblätter zu Juchli, Pflege" 1997
- "Wohin mit meinem Schmerz?" 2002
- "Pflegen, Begleiten, Leben. Kranke und Behinderte daheim. Ein ABC fur alle Betroffenen." 2002
- "Thiemes Pflege" 2004